# Rio Preguiças
O rio Preguiças é um curso d'água localizado no estado do Maranhão, no complexo dos Lençóis Maranhenses.
Nasce no município de Santana do Maranhão, numa altitude de cerca de 120 metros, e percorre quase 135 km de extensão até chegar à sua foz, no Oceano Atlântico no município de Barreirinhas.
Entretanto, outros estudiosos colocam a nascente no povoado Barra da Campineira, no município de Anapurus.
A sua bacia hidrográfica abrange os municípios de Barreirinhas, Paulino Neves, Tutoia, Santana do Maranhão, Anapurus, Santa Quitéria, Urbano Santos, Belágua, Santo Amaro e Primeira Cruz.
Tem como afluentes os rios Palmira, Grande, Jacu, Cocal, Juçaral, Maçangano, Achuí, Sucuriju, dentre outros.
A origem do nome do rio seria a presença de muitos bichos-preguiças que habitavam as matas das margens do rio, além de ter suas águas mansas e tranquilas, influenciadas pelas correntes vazante e enchente.
O clima da região é tropical, muito quente, úmido a sub-úmido, com precipitações distribuídas em dois períodos sazonais, com chuvas de janeiro a julho e uma estação seca de agosto a dezembro. As temperaturas médias ficam entre 26 e 27ºC, com temperaturas máximas que podem alcançar 38ºC, enquanto a precipitação anual situa-se entre 1.600 e 1.800 mm.
A vegetação da região é caracterizada pela presença do cerrado e mata ciliar, além de dunas, restingas e mangues na região de sua foz.
A sua bacia hidrográfica é abrangida por três unidades de conservação: Parque Nacional dos Lençóis Maranhenses, e as APAs Upaon-Açu- Miritiba- Alto Preguiças e Foz do rio Preguiças/Pequenos Lençóis/Região Lagunar Adjacente.
Na margem direita, ao descer o rio, estão os povoados Alazão, Vassouras, Espadarte, Morro do Boi e Moitas, com as belas praias e dunas dos Pequenos Lençóis. Mais à frente, na margem esquerda está a vila de Mandacaru, onde fica a Torre do Farol, que oferece uma vista panorâmica dos Lençóis. Avançando-se o rio, no lado direito, chega-se a Caburé, uma pequena comunidade de pescadores que se estabeleceu numa estreita faixa de areia entre o rio e o mar, em habitações simples cobertas com palha de buriti. O último povoado antes da foz do rio é o de Atins.
Os passeios de barcos e lanchas pelo rio são uma importante atração turística da região dos Lençóis Maranhenses.

## Galeria

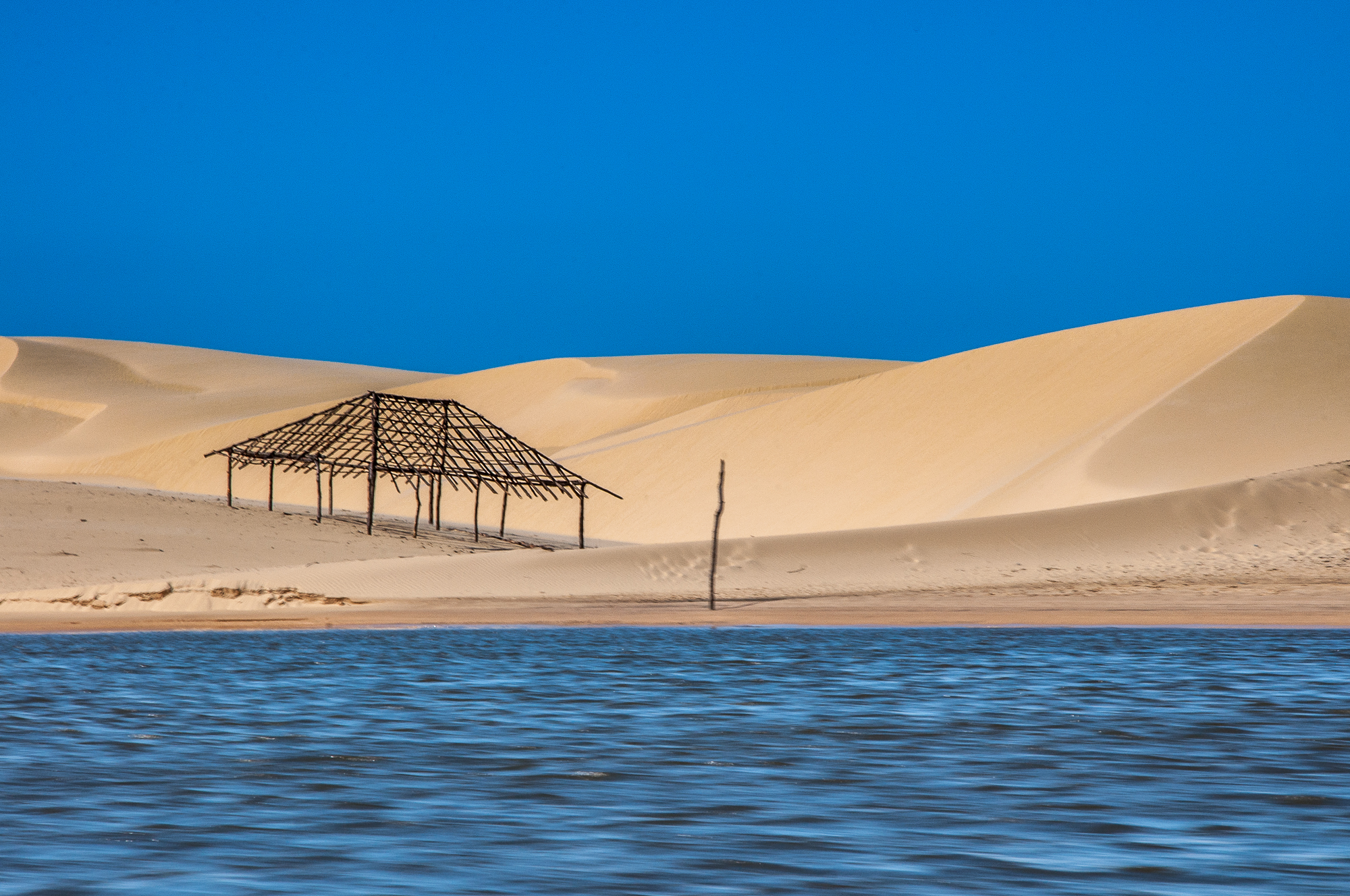
Margem do rio Preguiças
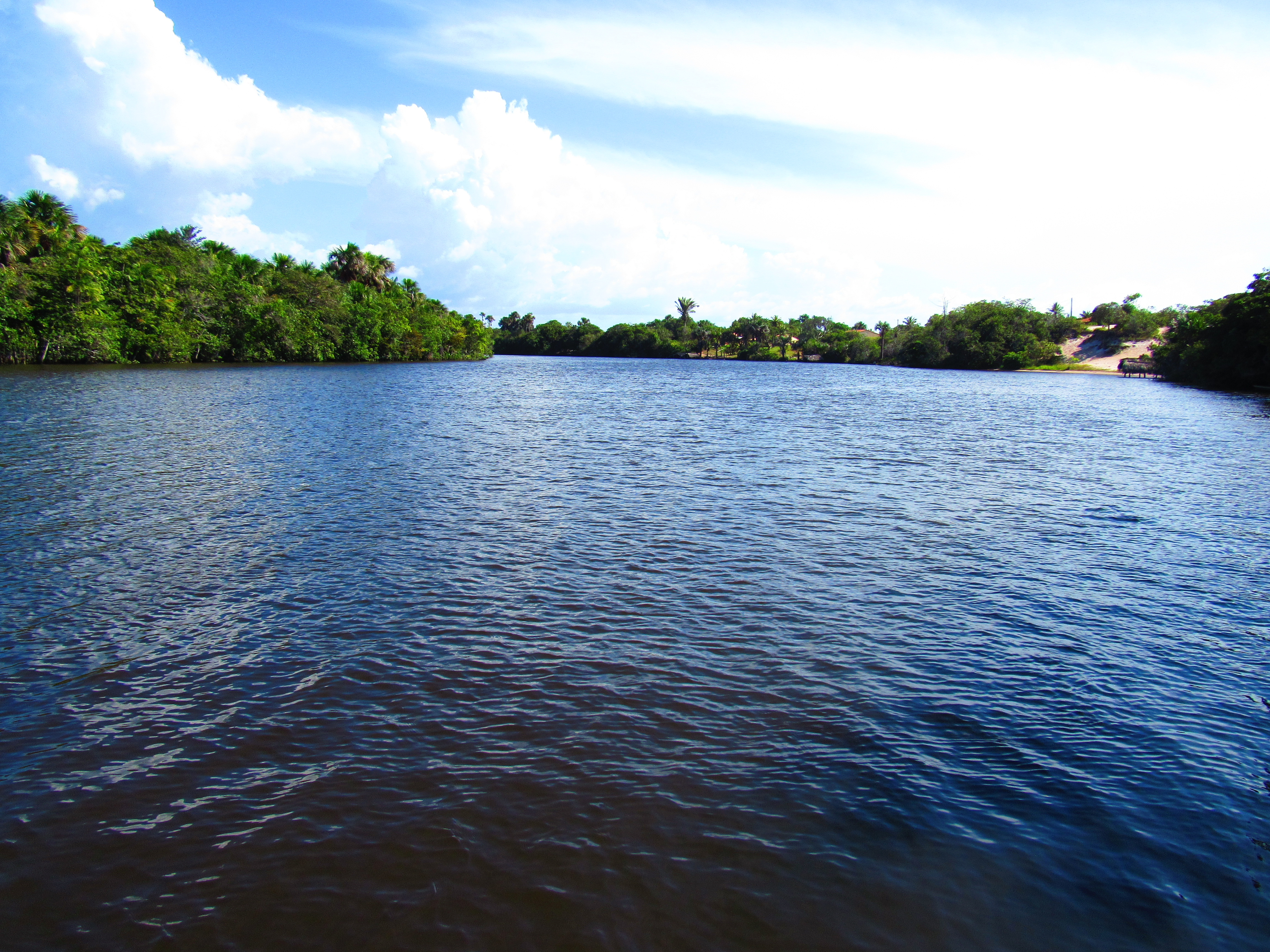
Rio Preguiças em Barreirinhas
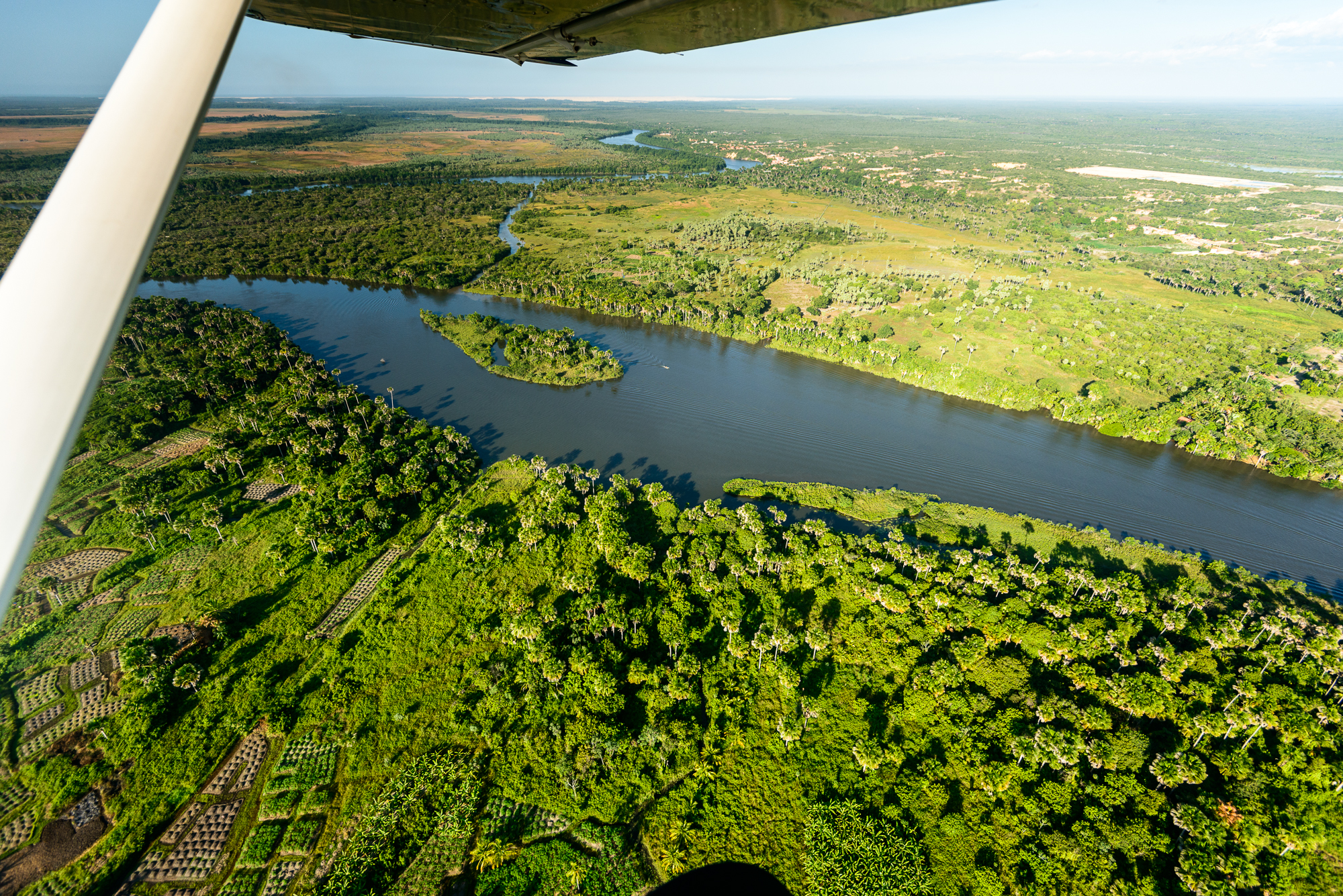
Vista área do rio
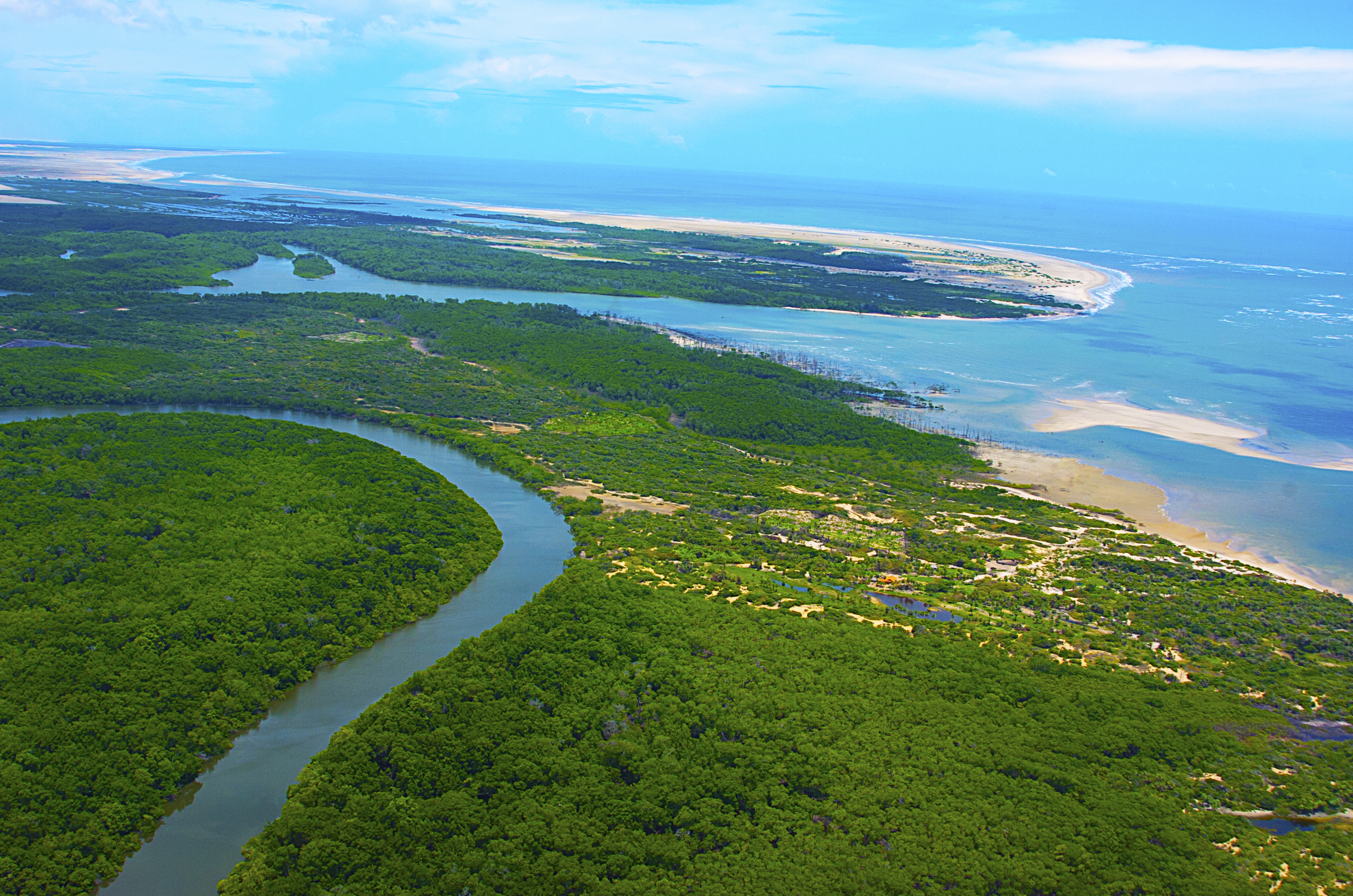
Foz do rio Preguiças
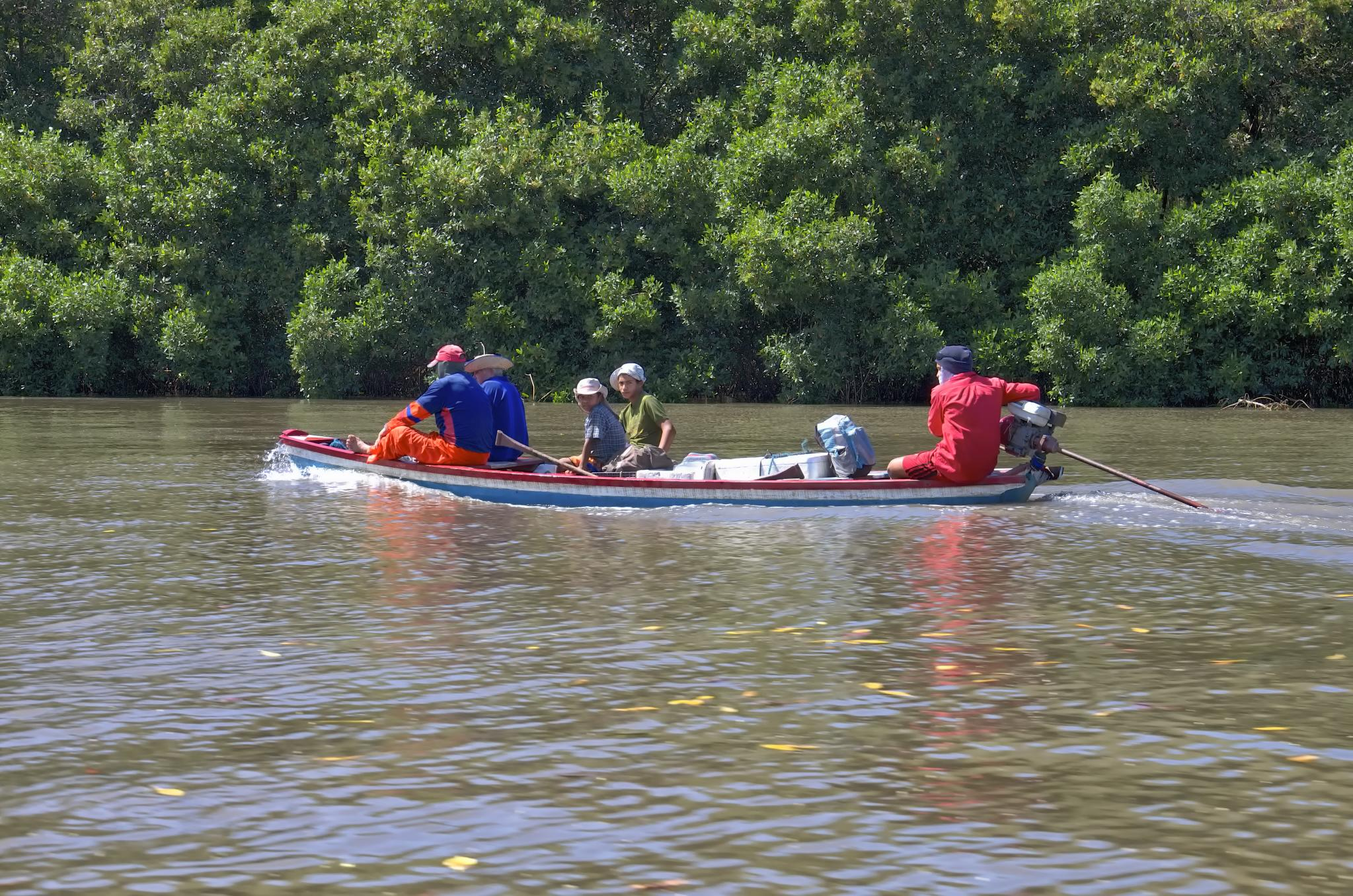
Passeio de lancha
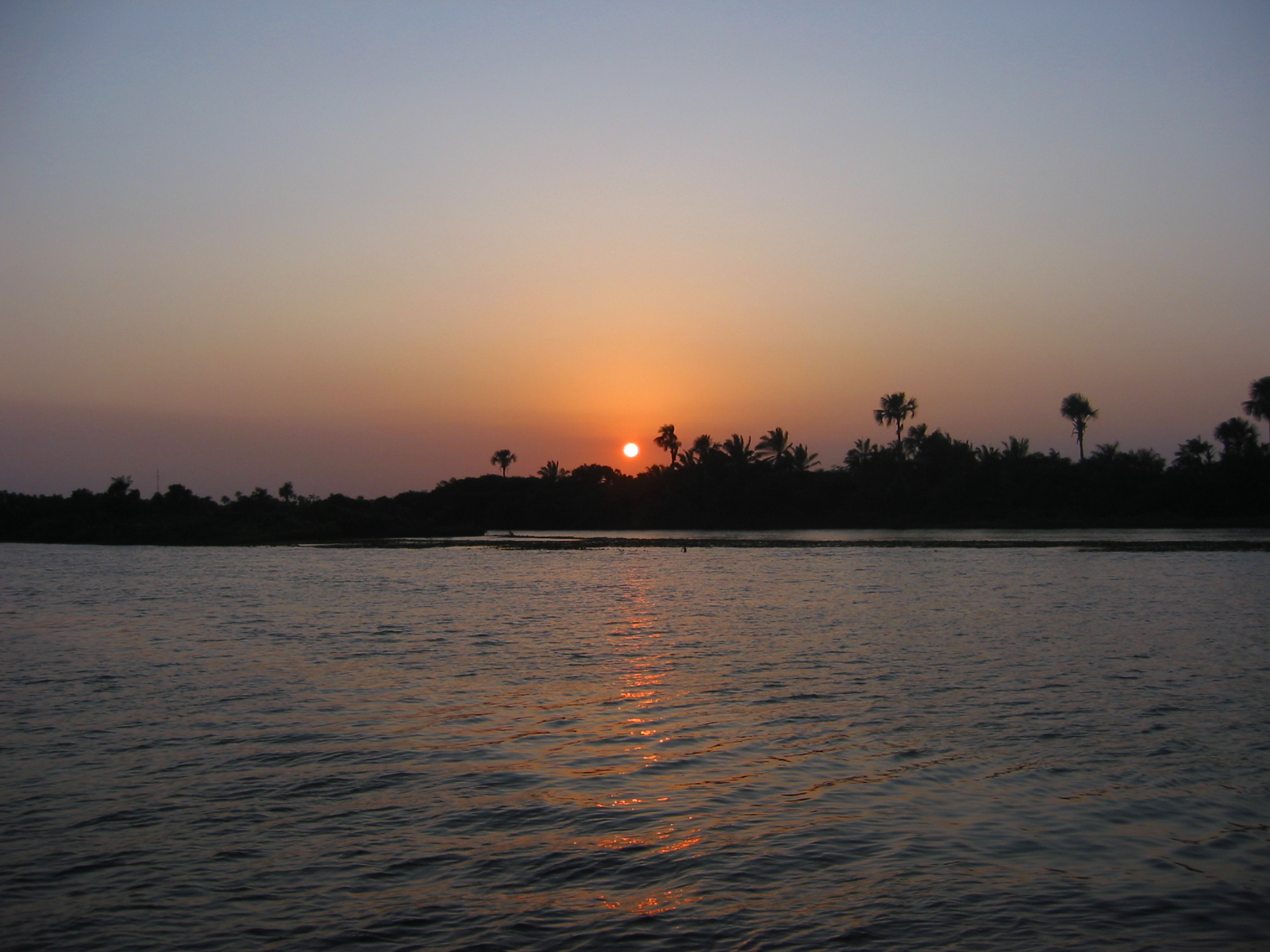
Pôr-do-sol na beira do rio